# Хилл, Кеннет
Ке́ннет Хилл (англ. Kenneth D. Hill, 1948—2010) — австралийский ботаник-систематик.

## Биография
Кен Хилл родился 6 августа 1948 года в городе Армидейл в Новом Южном Уэльсе. С детства интересовался изучением растений. Учился в школе в городах Гуйра и Армидейл, затем поступил в Университет Новой Англии. Последовательно получил степени бакалавра и магистра по специальности геологии, также посещал курсы по ботанике. Проводит геологические исследования в северной Австралии и в Судане.
С 1983 года Хилл работал в Королевских ботанических садах Сиднея. Первое время работал вместе с Лоуренсом Джонсоном и Дональдом Блэкселлом над систематикой эвкалиптов. Также Хилл занимался проработкой систематики семейства Саговниковые для монографии Flora of Australia.
В 1997—1998 годах Хилл работал в Королевских ботанических садах Кью в Лондоне. По возвращении в Сидней он стал старшим научным сотрудником Сиднейских ботанических садов, продолжил работу над монографией саговников.
В 2004 году Кеннет Хилл был вынужден уйти из Ботанического сада в связи с ухудшавшимся состоянием здоровья, однако мог продолжать посещать его гербарий, будучи почётным научным сотрудником. Хилл на протяжении долгого времени был членом специальной группы МСОП по саговниковым.
Скончался Кеннет Хилл в Сиднее 4 августа 2010 года после продолжительной болезни. Монография саговников, над которой он работал, осталась незавершённой.
Кен Хилл — один из учёных, описавших обнаруженные в 1994 году образцы древнего растения воллемии в качестве нового вида.

## Некоторые публикации
- Hill, K.; Osborne, R. Cycads of Australia. — Sydney, 2001. — 116 p. — ISBN 0-7318-0886-X.